# Lycée privé Notre-Dame-du-Grandchamp
Pour les articles homonymes, voir NDG.
Le lycée privé Notre-Dame-du-Grandchamp, souvent abrégé en NDG ou Grandchamp, est un établissement d'enseignement secondaire français créé en 1969. Il est situé dans le quartier Saint-Louis, à Versailles.

## Histoire

### Un établissement privé de jeunes filles

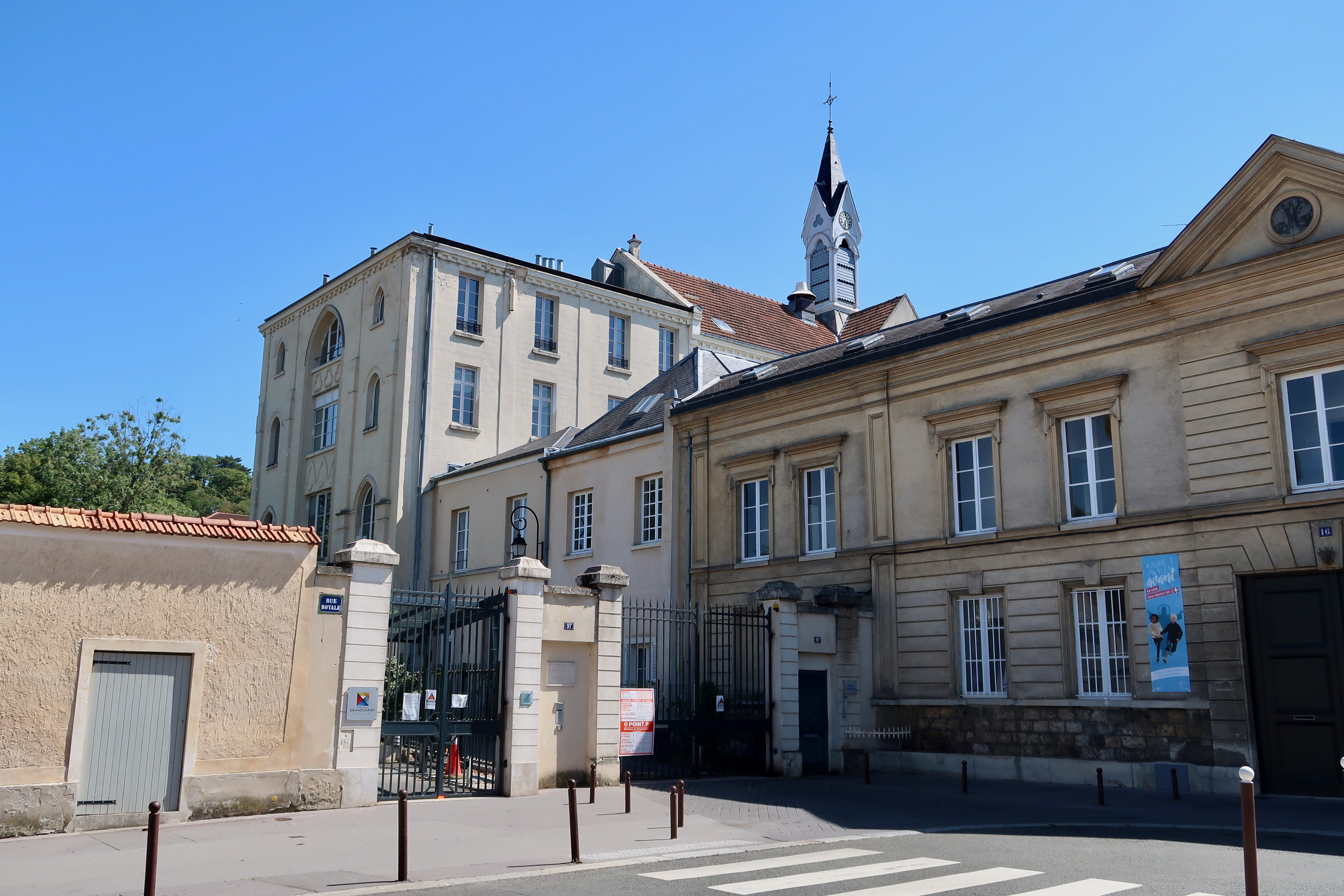
Autre entrée, 97 rue Royale, à gauche. À droite, le siège de l'évêché.

En 1804, les Sœurs Augustines deviennent propriétaires de la propriété de Grand-Champ, située à l'extrême sud de la rue Royale, à l'intersection avec la rue Monseigneur-Gibier. Dans l'édifice qui accueille de nos jours le siège de l'évêché de Versailles (no 16 rue Mgr Monseigneur-Gibier), elle fondent un couvent et une école pour jeunes filles, quelle que soit leur condition sociale, même si au fil du temps celles-ci proviennent surtout des couches les plus aisées.
En raison de contraintes financières, un internat payant est créé au début des années 1830, fréquenté par 92 jeunes filles quelques années plus tard, aux profils plus divers. Entre 1853 et 1858, la future actrice Sarah Bernhardt y est scolarisée.
En 1867 est créé le monastère de Notre-Dame du Grandchamp et, en 1870, des travaux d'agrandissement sont entrepris. La construction de la chapelle du monastère est ralentie par la guerre franco-prussienne et la Commune de Paris, sa bénédiction ayant finalement lieu le 29 mars 1872 par l'évêque de Versailles Jean-Pierre Mabile.

### «Guerre scolaire» et changement d'affectation au profit des garçons
En 1904, dans le contexte politique anticlérical de la « guerre scolaire », les congrégations religieuses doivent abandonner l'enseignement. La loi du 7 juillet 1904 entraîne le départ des sœurs du monastère le mois suivant ; elles s'installent à Hull (Royaume-Uni). La loi de séparation des Églises et de l'État de 1905 rend l'État propriétaire de Grandchamp, tandis que rue de l'Indépendance-Américaine, l'évêque Charles Gibier est expulsé du palais épiscopal avec les élèves du petit séminaire.
En 1907, la Société foncière de Seine-et-Oise se porte acquéreur du domaine de Grandchamp et le loue aux vicaires Leblanc et Genty. Des travaux de rénovation ont lieu et l'ancienne école de filles est transformée pour abriter le nouveau siège de l'évêché. Les bâtiments adjacents reprennent leur mission d'enseignement le 28 janvier de la même année. L'« Institution de Grandchamp » accueille cependant désormais des garçons. La scolarité est gratuite. Au fil du temps, l'établissement s'agrandit. En 1913, Le Petit Séminaire - L'Écho du Grandchamp rapporte que le docteur Corret, vice-président du Radio-Club de France, réalise dans le laboratoire de physique de l'établissement des expériences sur la télégraphie sans fil à partir d'une antenne installée sur le clocher de la chapelle.

### D'un conflit mondial à l'autre
Lors de la Première Guerre mondiale, l'institution est transformée en hôpital militaire géré par la Croix-Rouge et ses infirmières, qui perdure jusqu'en 1919. Durant le conflit meurent le supérieur de Grandchamp, l'abbé Dorgeloh, deux professeurs, 26 élèves et 72 anciens élèves.
Le 15 avril 1919, Mgr Gibert décide que l'établissement n'accueillera désormais que des garçons se destinant à une vie religieuse et que le régime de l'externat est supprimé. En raison d'une longue baisse des vocations, le petit séminaire finira par fermer en 1969.
Peu d'archives existent au sujet de la Seconde Guerre mondiale. Il est possible que les élèves ont été envoyés dans les maisons de vacances du séminaire, en Bretagne et dans le Jura. Ancien élève et maître de chapelle, l'abbé Pierre de Porcaro se fait remarquer pour son action d'aumônier clandestin du STO à Dresde, en Allemagne ; il meurt au camp de concentration de Dachau en 1945.

### Depuis les années 1970
En 1973, l'ancien petit séminaire devient un collège-lycée privé de l'enseignement diocésain sous contrat avec l'État. Le collège n'accueille que des garçons, tandis que le lycée est mixte. Des formations au BEP sténo-dactylo et aux baccalauréats techniques G1 et G2 sont créées.
Alors que la ville nouvelle de Saint-Quentin-en-Yvelines se développe, le diocèse ouvre le collège Saint-François-d'Assise à Montigny-le-Bretonneux en 1983, conduisant à la fermeture du collège de Grandchamp, l'établissement n'accueillant désormais que des lycéens. En 1980, il avait fusionné avec le lycée privé technique et professionnel féminin l'Oasis (comptabilité et secrétariat), également situé quartier Saint-Louis.
Dans les dernières décennies du XXe siècles, de nouvelles formations sont créées. Notre-Dame du Grandchamp propose désormais huit baccalauréats (général, technique et professionnel), quatre BTS et des classes préparatoires (CPGE) aux écoles de commerce.
En 2001 est signé un partenariat avec l'École supérieure de commerce de Lille pour créer un bachelor. En 2002, l'évêque de Versailles impulse la création de la Communauté Saint-Louis, structure regroupant sous une même bannière l'école primaire Sainte-Marie des Bourdonnais, le collège du Sacré-Cœur et le lycée Notre-Dame du Grandchamp. En 2003 ouvre une unité spécialisée dans l'apprentissage (Alter/Pro) installée à Montigny-le-Bretonneux et qui dispense des formations commerciales (CAP, baccalauréat professionnel) à destination des élèves ayant connu un parcours difficile. En 2004 est créée une CPGE commerce destinée aux bacheliers technologiques, tandis qu'une section européenne est ouvertes aux élèves du lycée professionnel. En 2008, un service communication voit le jour au sein de l'établissement.
En 2011, un partenariat initié avec le Conservatoire national des arts et métiers conduit à la création de formations de niveau licence et master en alternance pour les anciens élèves de BTS. Un service relation entreprises est par ailleurs créé pour recruter les jeunes et financer leur scolarité.
En 2015, la diocèse autorise NDG à créer une nouvelle entrée 95 rue Royale (la villa Saint-Paul) pour les étudiants du supérieur, afin de désengorger l'entrée principale du 22 rue Henri-de-Régnier. En 2016 est signé un partenariat avec l'université de Versailles-Saint-Quentin-en-Yvelines permettant la création de la licence commune « études européennes internationales ».

## Enseignement
L'établissement est composé d'un pôle d'enseignement secondaire et d'un pôle d'enseignement supérieur. Le site de Montigny-le-Bretonneux est une annexe de Notre-Dame-du-Grandchamp, destiné à l'apprentissage après la troisième.
Dans les classes de première et de terminale, les élèves effectuent certains samedis matin un devoir sur table dans des conditions d'examen type baccalauréat. Cette spécificité pédagogique, aujourd'hui largement utilisée par d'autres lycées, est le principal moteur des excellents taux de réussite au baccalauréat dont le lycée jouit depuis plusieurs années.

### Enseignement secondaire général
L'enseignement général propose : une filière scientifique (BAC S), une filière économique et social (BAC ES) et une filière littéraire (BAC L). Il propose aussi :
- Une section européenne anglais ou allemand
- Une section euro bilingue anglais
- Une section internationale britannique

### Enseignement secondaire technologique
L'enseignement technologique prépare au bac STMG avec une spécialité à choisir en terminale : mercatique, ressources humaines et communication ou gestion et finance ; avec une section européenne anglais.

### Enseignement secondaire professionnel
L'enseignement professionnel prépare à deux baccalauréats professionnels : le bac pro commerce sous statut scolaire et en apprentissage et le bac pro gestion-administration sous statut scolaire ; ainsi qu'à deux certificats d'aptitudes professionnelles (CAP), le CAP employé de vente spécialisé en alternance - option : produits alimentaires et le CAP employé de commerce multi-spécialités en alternance.
Une section euro anglais est proposée aux deux bac pro sous statut scolaire.

### Enseignement supérieur
Le pôle d'enseignement supérieur comprend :
- des brevets de technicien supérieur (BTS) au format initial : comptabilité gestion (CG), commerce international (CI), management commercial opérationnel (MCO), des BTS en alternance : MCO, négociation et digitalisation de la relation client (NDRC), support à l'action managériale (SAM) et gestion de la PME (GPME)
- Des licences niveau L3 en alternance : ressources humaines (LRH), management des organisations (LMO), commerce marketing vente (LCMV), Administration économique et sociale (AES)
- un master (1 et 2) en alternance marketing digital (MMD),
- le DCG et le DSCG (diplôme de comptabilité et gestion et le diplôme supérieur),
- une prépa DCG, qui permet d'obtenir le diplôme du DCG et permet les concours sur titre des écoles de management,
- des classes préparatoires aux grandes écoles : prépa ECG après un bac général et prépa ECT après un cac STMG.

En 2015, le lycée se classe 1er sur 52 au niveau départemental quant à la qualité d'enseignement, et 15e au niveau national. Le classement s'établit sur trois critères : le taux de réussite au bac, la proportion d'élèves de première qui obtient le baccalauréat en ayant fait les deux dernières années de leur scolarité dans l'établissement, et la « valeur ajoutée » (calculée à partir de l'origine sociale des élèves, de leur âge et de leurs résultats au diplôme national du brevet).

## Personnalités liées au lycée

### Élèves
- Sarah Bernhardt (1844-1923), comédienne.

### Professeurs
- François-Xavier Bellamy (né en 1985), philosophe et député européen.
- Christophe Cervellon[2], professeur de philosophie.
- Philippe Meirieu (né en 1949), animation pédagogique.

### Direction
- Martin Lévrier (né en 1962), sénateur des Yvelines[3], ancien secrétaire général de l'établissement.

## Condamnation en droit du travail
Le 22 janvier 2009, le lycée est condamné à 2 500 euros de dommages et intérêts pour une violation du droit du travail (absence de rampe sur un escalier) qui provoqua la blessure grave d'une surveillante.